# (16552) Sawamura
(16552) Sawamura (1991 SB) – planetoida z pasa głównego asteroid okrążająca Słońce w ciągu 3,77 lat w średniej odległości 2,42 j.a. Odkryta 16 września 1991 roku.